# Humeston
Humeston ist eine Kleinstadt (mit dem Status „City“) im Wayne County im US-amerikanischen Bundesstaat Iowa. Im Jahr 2010 hatte Humeston 494 Einwohner, deren Zahl bis 2013 stabil blieb. Das U.S. Census Bureau hat bei der Volkszählung 2020 eine Einwohnerzahl von 465 ermittelt.

## Geografie
Humeston liegt im Süden Iowas, 32 km nördlich der Grenze zum Nachbarstaat Missouri. Der die Grenze zu Nebraska bildende Missouri River fließt rund 230 km westlich; rund 200 km östlich bildet der Mississippi die Grenze Iowas zu Illinois.
Die geografischen Koordinaten von Humeston sind 40°51′37″ nördlicher Breite und 93°29′44″ westlicher Länge. Die Stadt erstreckt sich über eine Fläche von 1,61 km² und ist die größte Ortschaft innerhalb der Richman Township.
Nachbarorte von Humeston sind Derby (10,2 km nordnordöstlich), Millerton (19 km östlich), Corydon (26,4 km südöstlich), Allerton (28 km in der gleichen Richtung), Clio (28,9 km südsüdöstlich), Garden Grove (12,8 km westsüdwestlich) und Le Roy (10,8 km westnordwestlich).
Die nächstgelegenen größeren Städte sind Iowas Hauptstadt Des Moines (93,4 km nördlich), Iowa City (248 km nordöstlich), Cedar Rapids (261 km in der gleichen Richtung), die Quad Cities in Iowa und Illinois (310 km ostnordöstlich), Peoria in Illinois (395 km östlich), Illinois’ Hauptstadt Springfield (412 km ostsüdöstlich), St. Louis in Missouri (479 km südöstlich), Kansas City in Missouri (241 km südsüdwestlich), Nebraskas Hauptstadt Lincoln (308 km westlich), Nebraskas größte Stadt Omaha (259 km westnordwestlich) und Sioux City (400 km nordwestlich).

## Verkehr
Der U.S. Highway 65 verläuft in Nord-Süd-Richtung als Hauptstraße durch Humeston. Alle weiteren Straßen sind untergeordnete Landstraßen, teils unbefestigte Fahrwege sowie innerörtliche Verbindungsstraßen.
Mit dem Corydon Airport befindet sich 26 km südöstlich ein kleiner Flugplatz. Der nächste Verkehrsflughafen ist der Des Moines International Airport (90,5 km nördlich).

## Bevölkerung
Nach der Volkszählung im Jahr 2010 lebten in Humeston 494 Menschen in 234 Haushalten. Die Bevölkerungsdichte betrug 306,8 Einwohner pro Quadratkilometer. In den 234 Haushalten lebten statistisch je 2,11 Personen.
Ethnisch betrachtet setzte sich die Bevölkerung zusammen aus 97,0 Prozent Weißen, 0,2 Prozent (eine Person) Afroamerikanern, 0,4 Prozent amerikanischen Ureinwohnern, 0,4 Prozent Asiaten sowie 0,2 Prozent aus anderen ethnischen Gruppen; 1,8 Prozent stammten von zwei oder mehr Ethnien ab. Unabhängig von der ethnischen Zugehörigkeit waren 0,6 Prozent der Bevölkerung spanischer oder lateinamerikanischer Abstammung.
21,1 Prozent der Bevölkerung waren unter 18 Jahre alt, 50,4 Prozent waren zwischen 18 und 64 und 28,5 Prozent waren 65 Jahre oder älter. 54,0 Prozent der Bevölkerung waren weiblich.

Das mittlere jährliche Einkommen eines Haushalts lag bei 34.375 USD. Das Pro-Kopf-Einkommen betrug 20.856 USD. 4,7 Prozent der Einwohner lebten unterhalb der Armutsgrenze.